# 斯皮罗斯·马克齐尼斯
斯皮罗斯·马克齐尼斯（羅馬化：Spíros Markezínis；1909年—2000年），希腊政治人物，曾出任希腊总理，任期为1973年10月8日 - 11月25日。

## 生平
斯皮罗斯·马克齐尼斯出生于雅典市，早年曾在雅典大学学习。
| 前任： 乔治·帕帕多普洛斯 | 希腊总理 1973 | 繼任： 阿扎曼蒂奥斯·安兹鲁佐普洛斯 |